# Rik Mayall
Richard Michael „Rik“ Mayall (7. března 1958 – 9. června 2014) byl britský komik, scenárista a herec. Proslavil se jako polovina komického dua s Adrianem Edmondsonem, kteří hráli ve stylu „post-punk“, alternativního humoru ze začátku 80. let.
Byl spoluautorem a protagonistou kultovního seriálu Mladí v partě a objevil se i v seriálu Černá zmije po boku Rowana Atkinsona. Hrál zde postavu Lorda Flashearta.
Snažil se prosadit i v Hollywoodu, ale jediný jeho americký film, který dosáhl určitého úspěchu (ač kritikou strhaný), byla černá komedie Tak už dost, Frede! z roku 1991.

## Scenáristická filmografie
- 2003 Bottom Live 2003: Weapons Grade Y-Fronts Tour (video film)
- 2001 Bottom 2001: An Arse Oddity (video film)
- 1999 Velký blázinec v malém hotelu
- 1997 Bottom Live 3: Hooligan’s Island (video film)
- 1995 Bottom Live: The Big Number 2 Tour (video film)
- 1991 Bottom (TV seriál)
- 1986 Dangerous Brothers Present: World of Danger (video film)
- 1986 Saturday Live (TV seriál)
- 1982 Comic Strip Presents, The (TV seriál)
- 1982 Mladí v partě (TV seriál)
- 1981 Comic Strip, The (TV film)